# Costante di Copeland-Erdős
La costante di Copeland-Erdős è il numero compreso tra 0 e 1 la cui parte decimale si ottiene in base 10 concatenando i numeri primi nel loro ordine. Prende il nome dai matematici Arthur Herbert Copeland e da Paul Erdős, che nel 1946 dimostrarono che è un numero normale in base 10. Il suo valore è quindi approssimativamente
0,235711131719232931374143…
Questo numero è irrazionale. Infatti, dal teorema di Dirichlet si sa che per ogni m esistono dei primi nella forma
{\displaystyle k10^{m+1}+1.}
Quindi esistono primi che contengono almeno m zeri consecutivi, seguiti dalla cifra 1. Di conseguenza, la sequenza di cifre della costante comprende sequenza arbitrariamente lunghe di zeri seguiti dalla cifra 1. Di conseguenza, questo numero non può essere periodico, e di conseguenza non è razionale.
Allo stesso modo si può dimostrare che ogni costante la cui parte decimale è ottenuta concatenando tutti i primi in una progressione aritmetica {\displaystyle d\cdot n+a} (con a coprimo con d e con 10), è irrazionale. Infatti, per il teorema di Dirichlet, la progressione aritmetica {\displaystyle d\cdot n\cdot 10^{m}+a} contiene primi con qualsiasi numero di zeri, e nella costante esistono sequenze arbitrariamente lunghe di zeri.
Formalmente tale costante è data dalla formula:
{\displaystyle \sum _{n=1}^{\infty }p_{n}10^{-\left(n+\sum _{k=1}^{n}\lfloor \log _{10}{p(k)}\rfloor \right)},}
dove {\displaystyle p_{n}} è l'n-esimo numero primo.